# Чарочник піщаний
{{#ifeq:0|0|{{#if:Physcomitrium arenicola|{{#if:|[[]}}|[[]]}}}}
Чарочник піщаний (Physcomitrium arenicola) — вид мохів порядку скрученіжкальних (Funariales).

## Поширення
Батьківщиною є Азія.